# Shahnameh

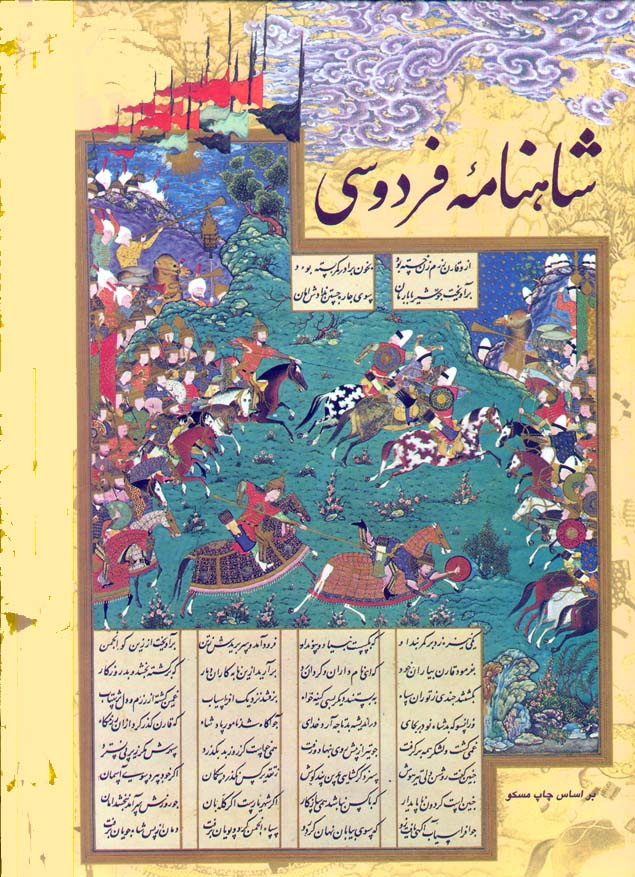
Cảnh cuộc chiến giữa quân đội Ả Rập với quân Ba Tư minh họa trong Shâhnameh

Shāhnāmé (tiếng Ba Tư: شاهنامه "Liệt vương kỷ") là một thiên sử thi do nhà thơ Ba Tư Ferdowsi soạn khoảng năm 1000 và là sử thi quốc gia trong thế giới nói tiếng Ba Tư. Gồm 50,000 đoạn thơ hai câu ("distich), Shahnameh là trường ca dài nhất được viết bởi một thi sĩ duy nhất. Nó chủ yếu kể về quá khứ thần thoại và ở một mức độ nào đó quá khứ lịch sử của Đế quốc Ba Tư từ sáng thế cho đến khi bị người Hồi giáo xâm lược vào thế kỷ thứ 7. Các quốc gia như Iran, Azerbaijan, Afghanistan và khu vực rộng lớn ảnh hưởng bởi Văn hóa Ba Tư (như Gruzia, Armenia, Thổ Nhĩ Kỳ và Dagestan) xem tác phẩm này như là sử thi quốc gia.

## Lịch sử
Tác phẩm này có tầm quan trọng hàng đầu trong văn hóa Ba Tư, được xem như là một kiệt tác văn học và là một đặc tính về bản sắc văn hóa dân tộc của Iran, Afghanistan và Tajikistan ngày nay. Tác phẩm cũng quan trọng đối với các học giả Bái hỏa giáo đương đại, nó mang trong mình dấu vết các mối liên hệ lịch sử giữa những ngày đầu của tôn giáo với cái chết của vị vua Sassan Ba Tư cuối cùng trong cuộc chinh phục của người Hồi giáo đã chấm dứt ảnh hưởng của tôn giáo này ở Iran.

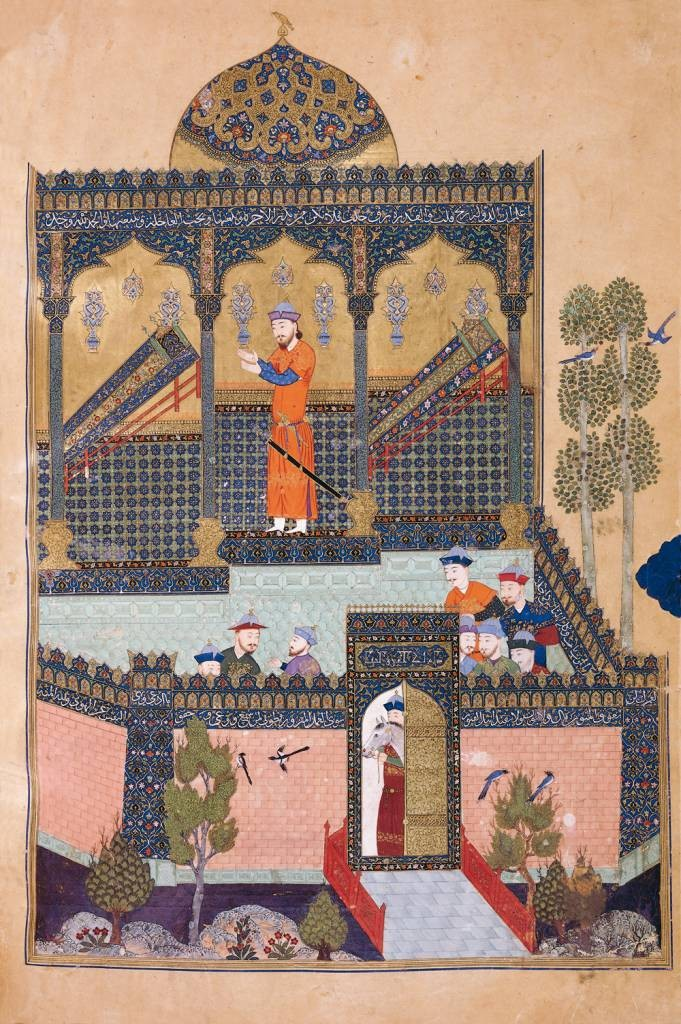
Faramarz, con của Rostam, thương tiếc cái chết của cha mình và của chú mình, Zavareh.

## Sáng tác

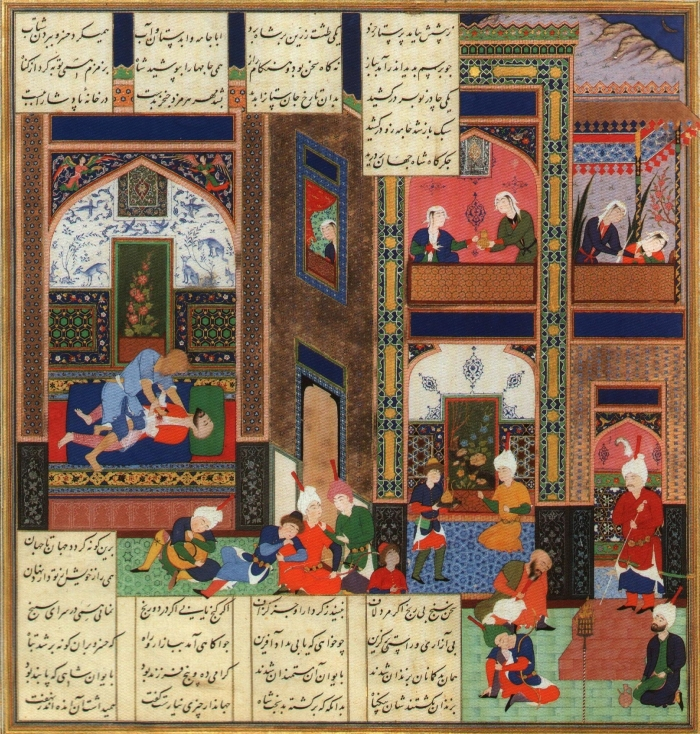
Vụ ám sát Hoàng đế Sassan Khosrau II, minh hoạ trong bản Shahnameh của Shah Tahmasp của Abd al-Samad năm 1535

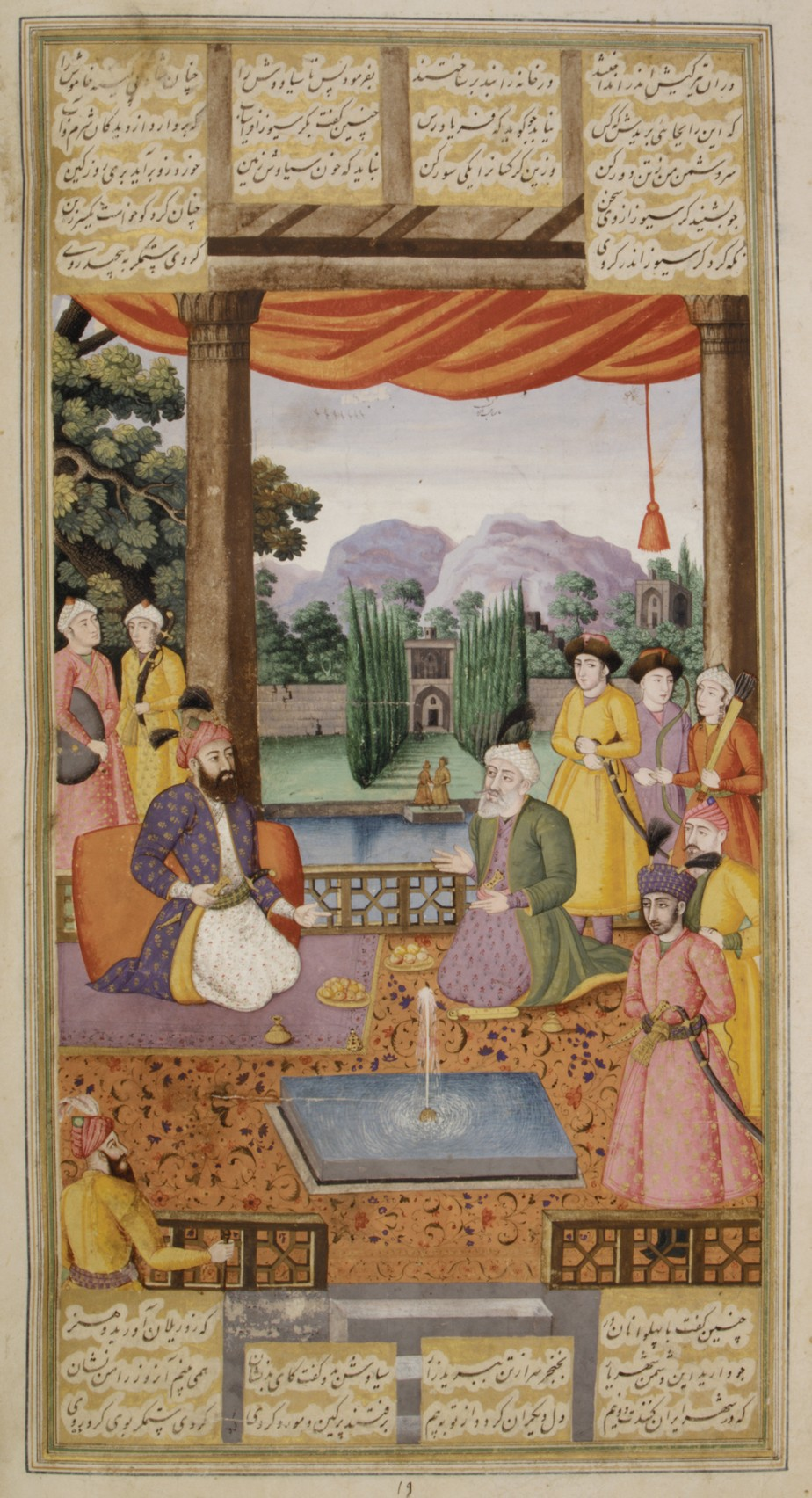
Shahnameh (Sách Đế vương) Abu'l Qasim Firdausi (935–1020)

Ferdowsi bắt đầu đặt bút viết Shahnameh vào năm 977 sau Công nguyên, và hoàn thành nó vào ngày 8 tháng 3 năm 1010 sau 33 năm dày công thực hiện. Shahnameh được xem như là một tượng đài thi ca và thuật chép sử. Nó bao gồm chủ yếu những bài thơ viết lại những gì mà bản thân Ferdowsi, những người đương thời, những người đi trước ông xem như là thuật lại lịch sử Iran cổ đại. Nhiều bản tường thuật như vậy đã tồn tại trong văn xuôi từ trước, ví dụ như Abu-Mansuri Shahnameh. Một phần nhỏ của tác phẩm, nằm trong những đoạn văn nằm rải rác khắp Shahnameh, được viết hoàn toàn theo ý tưởng của chính ông.
Shahnameh là một thiên sử thi gồm hơn 50.000 câu thơ được viết bằng tiếng Ba Tư. Nó dựa chủ yếu vào một tác phẩm văn xuôi cùng tên được chính Ferdowsi viết khi ông còn ở Tus. Phần lớn tác phẩm văn xuôi mang tên Shahnameh này ngược lại lại là một bản dịch từ một tác phẩm được bằng tiếng Pahlavi (tiếng Ba Tư Trung đại) viết vào cuối thời Sassan, được gọi bằng cái tên Xwadāynāmag ("Cuốn sách của những Đế vương"), là một cuốn sách thu thập những mẫu chuyện về các vị vua chúa và anh hùng trong truyền thuyết tới triều đại của Khosrau II (590–628). Cuốn Xwadāynāmag chứa đựng những thông tin về giai đoạn cuối của triều đại Sassan nhưng dường như nó không chứa đựng thông tin lịch sử nào về giai đoạn đầu của triều đại Sassan (thế kỷ 3-4). Ferdowsi đã thêm thắt ít nhiều, để phạm vi của tác phẩm kéo dài đến khi triều đại Sassan bị người Ả Rập lật đổ vào giữa thế kỷ thứ 7.
Người đầu tiên tóm tắt lại lịch sử Ba Tư thời Tiền-Hồi giáo là Abu-Mansur Daqiqi, một người đương thời của Ferdowsi và là một nhà thơ trong triều đình nhà Samanid. Daqiqi có lẽ là một tín đồ Bái hỏa giáo, một điều có thể gây nguy hiểm đến tính mạng vào thời bấy giờ. Daqiqi cuối cùng đã bị một nô lệ người Turk đâm chết. Trước khi bị giết chết một cách bạo lực, ông đã viết một tác phẩm được gọi là Schāhnāme-ye Mansur gồm nghìn câu. Những câu thơ này phác hoạ về triều đại của Goštāsp cho đến sự nổi lên của tiên tri Zoroaster. Một câu thơ của ông như sau:
"Hỡi Daqīqī, những gì sinh ra trên thế gian
từ cái thiện và cái ác, đã chọn ra bốn thứ:
Đôi môi màu ngọc đỏ và âm thanh của đàn hạc,
Rươu vang đỏ thắm và lời hát của Zarathustras."
Firdowsi đã kể lại rằng Daqīqī đã báo mộng cho ông và yêu cầu ông tiếp tục công việc đang giang dỡ. Firdowsi đã sử dụng một số câu thơ của Daqīqī trong tác phẩm của mình. Firdowsi đã viết cuốn sử thi đồ sộ của mình vào một thời điểm khi mà triều đại Ghaznavid mới quay sang một hệ tư tưởng của một nhà nước Hồi giáo và không coi trọng những tư tưởng tiền Hồi giáo nữa. Trong thơ của ông, Firdowsi đã dùng phương pháp tiếp cận khôn ngoan hơn Daqīqī, ông tránh dùng cách hành văn mang hơi hướng Hoả giáo. Một số học giả cho rằng, một số câu thơ của Daqīqīs vốn gây tranh cãi đối với tầng lớp cầm quyền, không được Firdowsi sử dụng. Tuy nhiên, tác phẩm này vẫn chứa đựng những đầu mối rõ ràng đến những truyền thống Hoả giáo của Iran vẫn còn tiếp tục tồn tại cho đến ngày nay, và một trong số đó là "Nowruz", tết của người Iran.
Để tránh người đời thù địch, Firdowsi đã dâng tác phẩm của mình lên Sultan Mahmud của Ghazni.

## Nội dung
Shahnameh là một bản tường thuật bằng thơ về tiền sử và lịch sử Iran, bắt đầu từ lúc sáng thế, khi những kỹ thuật (lửa, nấu ăn, luyện kim, pháp luật) được phát hiện và kết thúc cùng với cuộc chinh phục Ba Tư của người Hồi giáo. Tác phẩm theo một trình tự thời gian không thực sự chính xác, nhưng nó có một sự chuyển động tổng thể theo thời gian. Tuy có một số nhân vật sống đến hàng trăm năm nhưng hầu hết đều sống lâu như người thường. Firdowsi diễn giải rằng, các vị Shah đến và đi, anh hùng, ác nhân đến và đi, chỉ có một thứ duy nhất vẫn tồn tại, đó chính là Iran.
Theo nhà Iran học Zabihollāh Safā, nội dung có thể được chia thành ba giai đoạn:
1. dauraye asātirī – Thời đại thần thoại
2. dauraye pahlavānī – Thời đại Anh hùng
3. dauraye tārīḫī – Thời đại lịch sử

### Thời đại thần thoại
Bao gồm các câu thơ kể từ thời sáng thế và vị vua đầu tiên là Keyumars. Cháu nội của Keyumars là Hushang phát hiện ra lửa và cho ra đời lễ hội lửa Sadeh hàng năm. Người chăn cừu Jamshid trở thành vị vua vĩ đại trong sự ưu ái của Thần Ahura Mazda, cai trị các vùng đất thịnh vượng và tiêu diệt ác quỷ Deev. Jamshid cũng cho ra đời ngày lễ mừng năm mới Nowruz của người Ba Tư, được tổ chức vào ngày 20/03 hàng năm.
Đứa con của quỷ Ahriman là người rắn độc ác Zahhak, đã giết Jamshid và trở thành vị vua mớI Ahriman hôn lên vai Zahhak, và từ vị trí ấy nảy ra hai con rắn lớn. Zahhak cố chặt đứt con rắn nhưng chúng lại mọc lần nữa, ông đã bị nguyền rủa. Loài rắn này cần ăn não tươi của trai trẻ mỗi ngày. Lo sợ cho tính mạng của mình, Zahhak phải thỏa mãn yêu cầu của chúng. Điều này dẫn đến cuộc nổi dậy của người thợ rèn Kaveh, người đã từ chối hy sinh đứa con trai cuối cùng của mình. Kaveh phát động cuộc nổi dậy với một lá cờ là tấm da người đặt trên mũi giáo. Với sự giúp đỡ của nhân dân và hoàng tử Fereydun, người sau này trở thành vua, họ bắt Zahhak và xích ông ở núi Damavand miền bắc Iran, ngọn núi lửa cao nhất ở châu Á và là đỉnh cao nhất ở Trung Đông.
Về phần vua Fereydun, ông có ba người con trai là Salm, Tur và con út Iraj. Họ đảm nhận ba góc của thế giới sau khi vua cha qua đời, Iraj thừa kế đế chế Ba Tư. Điều này nhen nhóm sự ghen tức của hai người anh trai, dẫn đến đoạn sử thi kể về cuộc chiến tương tàn giữa các anh em. Iraj đã bị Tur giết chết, và cháu trai của Iraj là Manuchehr trở thành vua của Ba Tư để phục thù cho cái chết của ông nội,

### Thời đại anh hùng
Thời đại anh hùng là những bài thơ kể về chuyện tình huyền thoại, sử thi anh hùng và những trận đánh. Sam là người bạn đồng hành của vua Manuchehr, trở thành cha của Zal. Zal sinh ra đã bị bạch tạng với mái tóc trắng và làn da xanh xám. Manuchehr nghĩ rằng đứa trẻ là ma quỷ nên ruồng bỏ Zal và bỏ cậu trên đỉnh núi Damavand cho chết.
May mắn thay, chim thần Simorgh nhân ái và khôn ngoan tìm thấy Zal rồi nuôi dưỡng cậu. Simorgh đã trải nghiệm sự suy tàn của cả ba thế giới cổ đại, bà biết tất tần tật về mọi thời kỳ. Khi Zal đã lớn, anh rời xa sự bao bọc của Simorgh. Simorgh cho anh ba cọng lông vàng từ cánh để Zal có thể đốt cháy bất cứ khi nào cần sự giúp đỡ từ Simorgh. Zal gặp và yêu công chúa Rudabeh, người bị cuốn hút bởi cá tính và sự khôn ngoan của chằng. Cuối cùng, họ kết hôn và sinh ra bé trai Rostam. Rostam lớn lên trở thành người anh hùng vĩ đại nhất của Ba Tư. Ông trải qua bảy cuộc phiêu lưu được gọi là "Bảy nhiệm vụ của Rostam", nơi ông cùng con ngựa Rakhsh trung thành và mạnh mẽ chiến đấu với những con quỷ trắng, phù thủy xinh đẹp, rồng, sư tử và các vị vua khác.
Rostam yêu nàng công chúa Tahmineh, và họ trở thành cha mẹ của Sohrab. Rostam tặng Sohrab món quà là một chiếc vòng tay, dành cho cậu khi trưởng thành và rời xa cha mẹ. Sohrab lớn lên mà chưa bao giờ nhìn thấy cha Rostam của mình. Vài năm sau khi quân đội của Rostam và Sohrab gặp nhau trong một trận chiến. Cha và con trai đã không biết nhau cho đến khi Rostam đánh trọng thương Sohrab trong một cuộc chiến. Khi Sohrab chết trong vòng tay của mình, Rostam mới nhận thấy chiếc vòng ở cổ tay vị chiến binh trẻ. Rostam đau đớn nhận ra rằng ông đã giết chết con trai mình.
Chuyện tình huyền thoại khác kể về Bijan, con trai của một hiệp sĩ nổi tiếng Ba Tư và Manijeh, công chúa của đế chế Turan, ngày nay gọi là Trung Á, kẻ thù lớn nhất của Ba Tư. Câu chuyện tình yêu này cuối cùng dẫn đến một cuộc chiến tranh sử thi giữa hai đế quốc.

### Thời đại lịch sử
bao gồm những tài liệu lịch sử bắt đầu từ triều đại của vua Parthia sau khi lãnh thổ của Iran được giải phóng từ đất nước Hy Lạp và Macedonia. Trọng tâm được đặt nhiều vào các triều đại kế tiếp của các hoàng đế Sassanid, thông qua một lối kể sắc sảo. Shahnameh kết thúc với công cuộc chinh phục của Hồi giáo Ả Rập vào Ba Tư vào năm 651. Ferdowsi miêu tả sự kiện này theo lối đầy chất thơ, và coi đó là một thảm họa nghiêm trọng với sự xuất hiện của "đội quân bóng đêm".

### Danh sách các vị vua

#### Các vị vua thời đại thần thoại
- Câu chuyện thứ 1 = Gayōmarth, vị vua đầu tiên là người người trong thần thoại Ba Tư.
  - cũng bao gồm câu chuyện về Siyāmak, Con trai của Gayōmarth và là vị vua đầu tiên của nhà Pīschdādiyān.
- Câu chuyện thứ 2 = Hōšang, cháu nội của Gayōmarth, người mang lại nhân quyền và công lý cho con người.
- Câu chuyện thứ 3 = Tahmōrath, kẻ bắt mồi ma quỷ (cũng xuất hiện trong truyện)
- Câu chuyện thứ 4 = Ğamšīd (Dschamschid), Con của Tahmōrath, người sáng lập lễ hội năm mới Nouruz.
- Câu chuyện thứ 5 = Ẓahhāk, vua quỷ, người có một hiệp với Ahrimān
- Câu chuyện thứ 6 = Fereydūn, người đã giết chết Ẓahhāk và chia ba thiên hạ cho các con trước khi ông qua đời.
  - bao gồm cả câu chuyện về ba người con trai: Iradj nhận được Iran từ cha của ông nhưng bị giết bởi lòng ghen tị của hai anh em của ông là Selm và Tūr.

#### Các vị vua thời đại anh hùng
- Câu chuyện thứ 7 = Manutschehr, người đã trả thù cái chết của cha Iradsch và thay thế Fereydun lên ngôi.
- Câu chuyện thứ 8 = Nauẓar
- Câu chuyện thứ 9 = Ẓau
- Câu chuyện thứ 10 = Garschāsp
- Câu chuyện thứ 11 = Kay Kobād, một hậu duệ của Fereydūn và là vị vua đầu tiên của triều đại Kayāni.
- Câu chuyện thứ 12 = Kay Kāōs
- Câu chuyện thứ 13 = Kay Chosrau
- Câu chuyện thứ 14 = Lohrāsp
- Câu chuyện thứ 15 = Goštāsp
- Câu chuyện thứ 16 = Bahman
- Câu chuyện thứ 17 = Hōmā Tschehrāẓād
- Câu chuyện thứ 18 = Kay Dārāb (Dareios I?)
- Câu chuyện thứ 19 = Dārā (Dareios III)
- Câu chuyện thứ 20 = Iskandar (Alexander Đại đế)
- Câu chuyện thứ 21 = Triều đại Aschkānīyān (Đế quốc Parthia)
- Câu chuyện thứ 22 = Bābakān-Dynastie (Sāsānid) kiến lập

### Các vị vua thời đại lịch sử
- Câu chuyện thứ 23 = Ardashir I
- Câu chuyện thứ 24 = Schāpur I
- Câu chuyện thứ 25 = Hormaẓd I
- Câu chuyện thứ 26 = Bahrām I
- Câu chuyện thứ 27 = Bahrām II
- Câu chuyện thứ 28 = Narsī
- Câu chuyện thứ 29 = Hormaẓd II
- Câu chuyện thứ 30 = Ẓulaktāf (Schāpur II)
- Câu chuyện thứ 31 = Ardashir II
- Câu chuyện thứ 32 = Schāpur III
- Câu chuyện thứ 33 = Bahrām IV
- Câu chuyện thứ 34 = Yaẓdgerd I
- Câu chuyện thứ 35 = Bahrām Gūr
- Câu chuyện thứ 36 = Yaẓdgerd II
- Câu chuyện thứ 37 = Hormaẓd III
- Câu chuyện thứ 38 = Peroẓ
- Câu chuyện thứ 39 = Balāsch
- Câu chuyện thứ 40 = Ghobād
- Câu chuyện thứ 41 = Anuschravān (Chosrau I)
- Câu chuyện thứ 42 = Hormaẓd IV
- Câu chuyện thứ 43 = Parveẓ
- Câu chuyện thứ 44 = Schīruy
- Câu chuyện thứ 45 = Ardashir III
- Câu chuyện thứ 46 = Farāyin
- Câu chuyện thứ 47 = Purāndocht
- Câu chuyện thứ 48 = Āẓarmidocht
- Câu chuyện thứ 49 = Farrochẓād
- Câu chuyện thứ 50 = Yaẓdgerd III

## Một vài bức tranh minh họa Schāhnāme

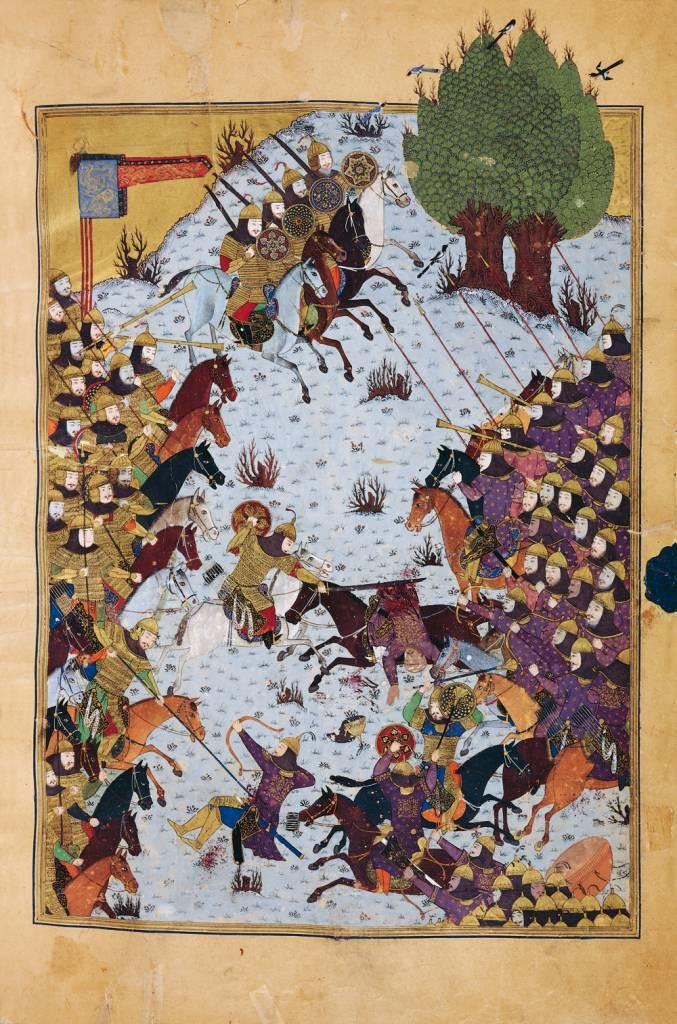
Trận chiến giữa quân Iran và Turans và Kay Chosrau và Afrāsiyāb
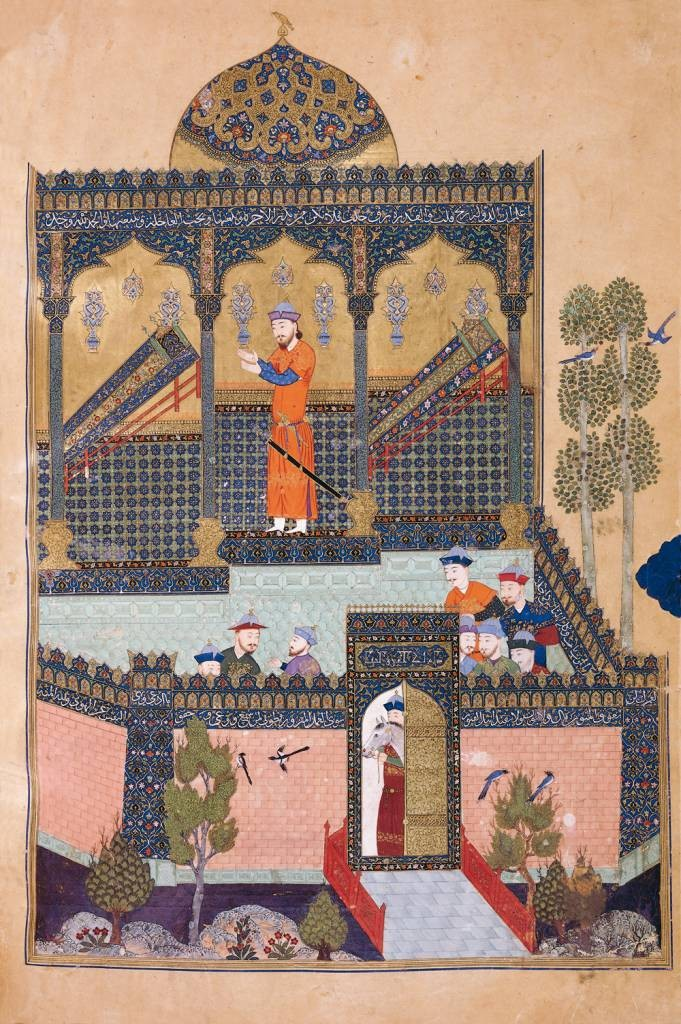
Farāmarẓ, con trai của Rostam, khóc thương cái chết của cha và chú là Ẓavāra
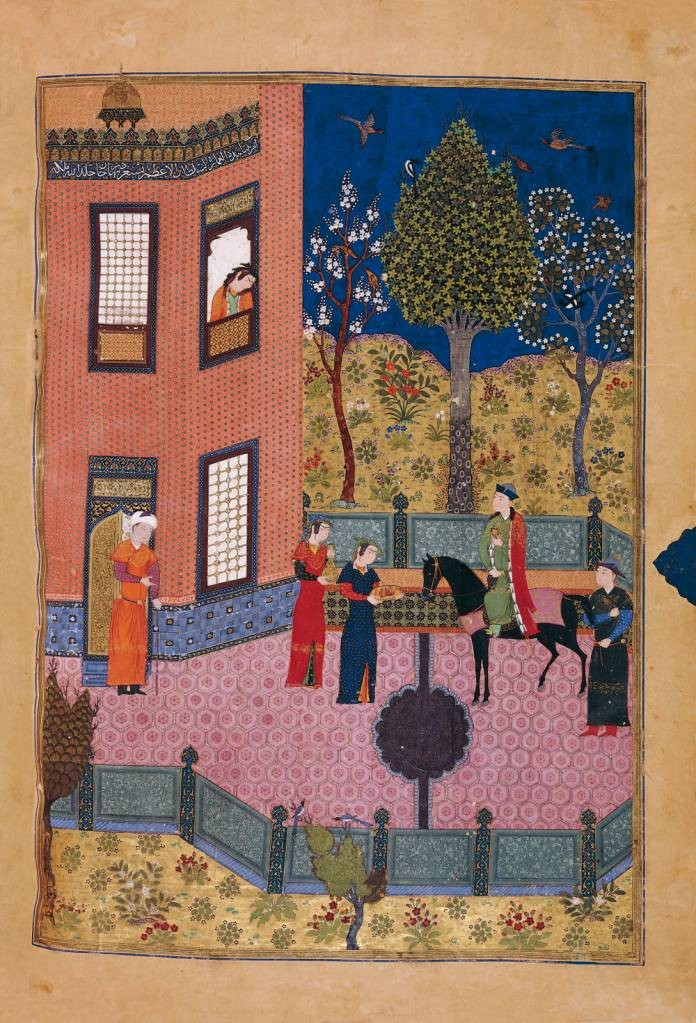
Ardaschīr gặp Gulnār, nữ nô lệ và thủ quỹ của Ardavān
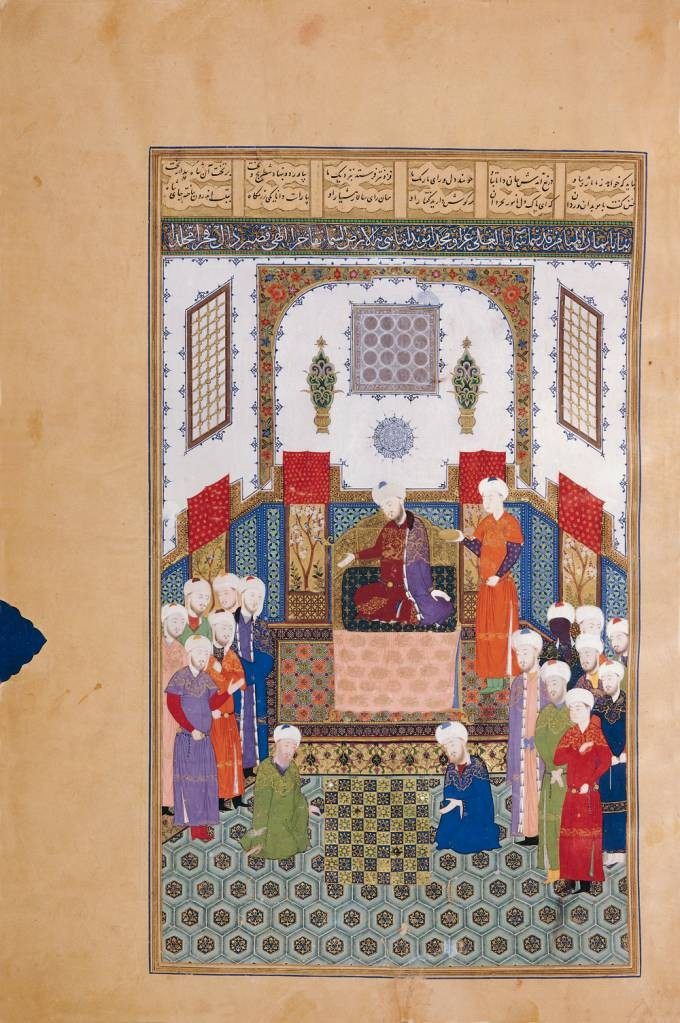
Vezir Boẓorgmehr của Anuschravāns thách một sứ giả Ấn Độ chơi cờ vua sau khi được giải thích cách chơi